# Гумовский, Мариан
Гумовский, Мариан (пол. Marian Gumowski, родился 30 сентября 1881 в Кросценко-над-Дунайце, умер 1 октября 1974 в Торуни) — польский учёный: историк, сфрагист и нумизмат.

## Биография
Мариан был сыном Франциска (известного врача в Кросценко-над-Дунайце и Щавнице) и Жозефины из Стегров. Учился в гимназии в Ясло и Тарнове, аттестат получил гимназии св. Анны в Кракове в 1899 году. Поступил в Ягеллонский университет (его учителями были, в частности, Францишек Пекосинский и Станислав Кржижановский), также продолжил образование в Мюнхене (Германия) и Италии.
В 1909 году он получил степень доктора философии под руководством Станислава Кржижановского. Темой его докторской диссертации был Гривна и монета Пястов. В 1913 году он получил в Ягеллонском университете должность доцента кафедры нумизматики, после защиты диссертации Золотая монета в средневековой Польше.
В 1899—1916 годах он работал в коллекции нумизматики Анджея Потоцкого, в 1903—1919 годах руководил музеем Чапских в Кракове. В период 1919—1932 он был директором Национального музея в Познани. Работал в Ягеллонском университете (1909—1919) и Университете г. Познань (1920—1930).
В период 1908—1919 годов был редактором газеты «Нумизматическо-археологические ведомости».
М. Гумовский участвовал в составе комиссии по установлению Государственного знака республики, созданной литовским правительством в 1929 году.
В довоенный период был членом, в частности:
- Познанского общества друзей наук;
- Национального Совета по искусству (с 1922);
- Комиссии по реституции произведений искусства из России (1924—1925).

После Второй мировой войны он работал в Университете Николая Коперника в Торуни. В 1946 году он получил звание профессора. В 1960 году он вышел в отставку.
М. Гумовский был автором примерно 400 публикаций в области геральдики, нумизматики, сфрагистики, истории и генеалогии. Он собрал коллекцию из 4 000 экслибрисов, которая пропала без вести в 1939 году.

## Основные труды
Нумизматика
Его основополагающий труд "Podrecznik Numismatyki Polskiej" (Krakow, 1914) был издан в 1960 в Граце на немецком языке (Handbuch der polnischen Numismatik). 
Основные труды: 
- Moneta ziota w Polsce sredniowiecznes — Krakow, 1912;
- Monety polskie — Warszawa, 1954;
- Moneta na Slasku do konza XIV wieku — Krakow, 1935;
- Falszotwa monetarne Frydery-ka II — Poznan, 1948;
- Polskie skarby monet X i XI wieku — Warszawa, 1953;
- Bibliografia numismatiky polskiej — Torun, 1967[3].

Геральдика
- Herby miast litewskich. Ateneum wilenskie, rocz. 10 — Wilno, 1935;
- Herby Miast Polskich, — 1965.

Сфрагистика
- Pieczęcie królów polskich — Krakow, 1919;
- Pieczecie Ksiazat Litewskich. // Ateneum Wilenskie. R. VII. Z. 3—4, 1930;
- Pieczęcie i herby miast wielkopolskich — Poznan, 1932